# NGC 7434
NGC 7434 (również PGC 70145) – galaktyka eliptyczna (E-S0), znajdująca się w gwiazdozbiorze Ryb. Odkrył ją Albert Marth 27 lipca 1864 roku.